# Lachen
Lachen és un municipi del cantó de Schwyz, capital del districte de March.